# Ellenton, Georgia
Ellenton är en kommun (town) i Colquitt County i Georgia. Vid 2020 års folkräkning hade Ellenton 210 invånare.